# جويمون مونونوكي سوغوروكو
جويمون مونونوكي سوغوروكو (باليابانية: ゴエモンもののけ双六) هي لعبة فيديو ألواح، صدرت عام 1999 لنظام نينتندو 64.

## وصلات خارجية
- جويمون مونونوكي سوغوروكو على موبي غيمز